# هيو ماكجرو
هيو ماكجرو (بالإنجليزية: Hugh McGraw)‏ هو موسيقي أمريكي، ولد في 20 فبراير 1931، وتوفي في 28 مايو 2017.